# 华尔街 (纪录片)
华尔街（英語：Wallstreet）纪录片《华尔街》由中央电视台和招商证券联合拍摄。该片以华尔街金融危机为契机，梳理了现代金融的来龙去脉。《华尔街》剧组汇集了中国中央电视台及国际知名导演、拍摄制作人员，诚邀等国际知名大学人士担任国际制片工作，建立了良好的国际制片保障体系，确保了该片在央视2010年经济开篇之作中的卓越水准。外景摄制组前往纽约、华盛顿、洛杉矶、底特律、费城、芝加哥、达拉斯、斯托克顿，阿姆斯特丹、鹿特丹、伦敦等国际重要金融城市，分别拍摄代表性的金融家、学者、企业家、政治家等。 该片于2010年9月22日在中央电视台财经频道首播。
華爾街是中国中央电视台所制作的一部10集电视纪录片，于2009年制作。该片于2010年9月22日至9月30日，每晚21时17分至22时在中国中央电视台经济频道播映。

## 节目内容
- 第一集：资本无眠

《资本无眠》华尔街是美国资本市场和经济实力的象征，它早已不是一个单纯的地理名词。现在，绝大多数金融机构与这条500米长的街道不再发生直接的物理关联，华尔街人也完全成为了一种精神归属，资本已经进入无眠时代。不仅是2008年席卷全球的金融风暴，贪婪与疯狂似乎是上天专门为华尔街设下的魔咒，它始终弥漫在华尔街的每一处空间。华尔街在不断为他人创造着财富，但又在不断地剥夺着他人的财富，华尔街在固守着自己的生存法则，但又在不断冲破传统的束缚。华尔街是矛盾的结合体，它在自身双面性的较量中，不断遭到毁灭，又不断得到重生。
- 第二集：墙在哪里
- 第三集：两条道路
- 第四集：镀金时代
- 第五集：硅谷方程
- 第六集：投资之道
- 第七集：阳光交易
- 第八集：明暗创新
- 第九集：拯救危机
- 第十集：资本之河

## 学术支持
国务院发展研究中心 研究员 吴敬琏
1954年毕业于上海复旦大学经济系；现任国务院发展研究中
大型纪录片《华尔街》
大型纪录片《华尔街》
心研究员、中国人民政治协商会议全国委员会常务委员兼经济委员会副主任、国务院信息化专家咨询委员会副主任、国务院发展研究中心学术委员会副主任；中国社会科学院研究生院教授、北京大学经济学院教授、中欧国际工商学院宝钢经济学教席教授；国际经济学会(International Economic Association，IEA)执委会成员、国际管理学会(International Academy of Management，IAM)会员；《改革》、《比较》、《洪范评论》杂志主编；香港浸会大学、香港大学荣誉社会科学博士。1984～1992年，连续五次获得中国"孙冶方经济科学奖"。2003年获得国际管理学会(IAM)"杰出成就奖"；2005年荣获首届"中国经济学奖杰出贡献奖"。